# Ixtontón

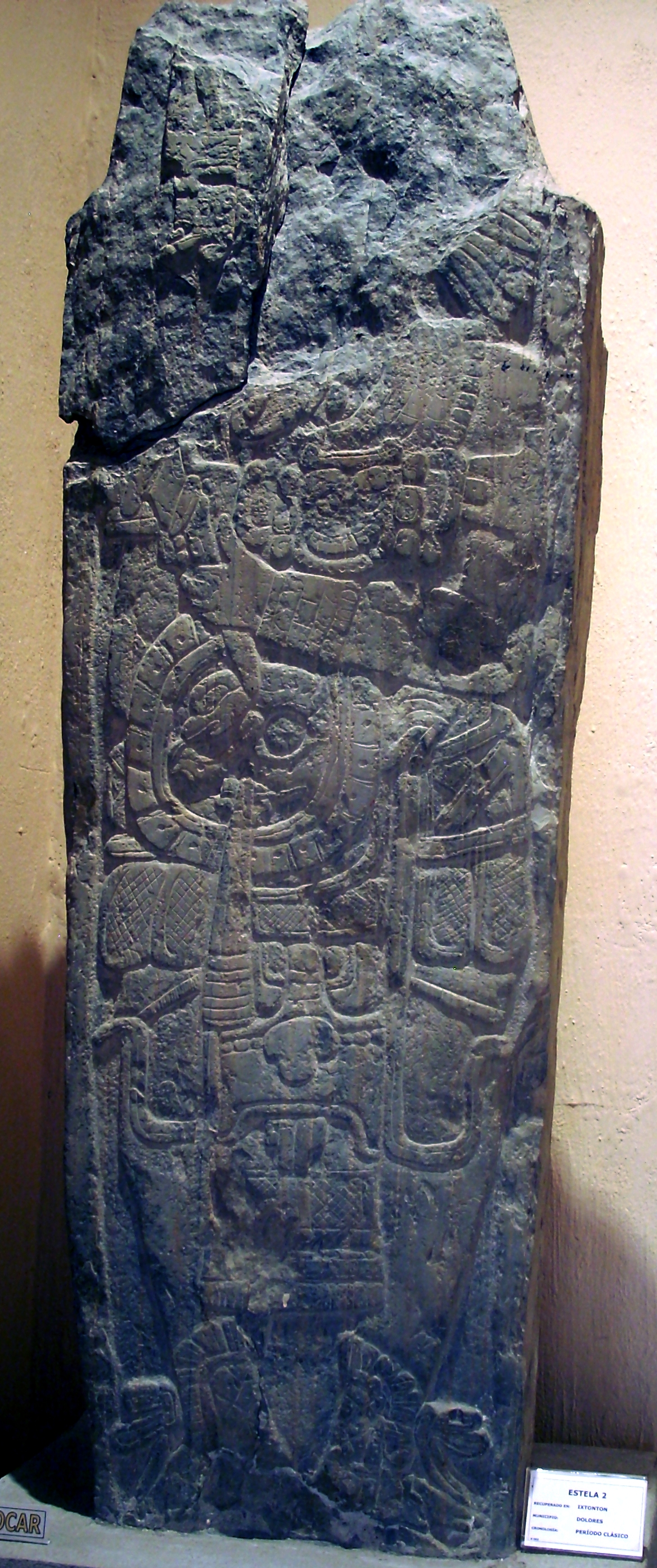
Estela número 2 de Ixtontón, en el Museo Regional del Sureste de Petén

Ixtontón es un yacimiento arqueológico de la cultura maya ubicado en el departamento de El Petén en la región norte de Guatemala, en la municipalidad de Dolores.
Ixtontón fue la capital de uno de los cuatro grupos mayas establecidos en la parte superior del valle del Río Mopán. El sitio fue ocupado desde el periodo preclásico tardío (del año 400 ac al 200 dc) hasta el clásico terminal (circa 800-900 dc), existiendo alguna evidencia de actividad hasta el periodo posclásico (circa 900 - 1521 dc). Durante la mayor parte del tiempo de ese largo periodo histórico, Ixtontón fue la ciudad más importante de la región en el valle del Río Mopán. La acrópolis de Ixtontón se desarrolla en dos plazas en una cima cárstica artificialmente modificada.
Ixtontón fue descrito en el Atlas Arqueológico de Guatemala de 1985. El yacimiento se encuentra protegido como parque arqueológico por la Dirección General del Patrimonio Cultural y Natural de Guatemala.

## Ubicación
El yacimiento está rodeado al norte y al este por el Río Mopán. Al sur se encuentra una sabana y un bosque de pinos. Al oeste del sitio hay un grupo de cimas de origen kárstico muy similares a las que ocupa el yacimiento en cuestión. Ixtontón está muy cerca de otros sitios mayas entre los que se encuentra  Ixtutz, a una distancia aproximada de 7.5 km.

## Historia
Hallazgos de cerámica sugieren que el sitio fue ocupado originalmente al principio del periodo preclásico, época en la que probablemente fue construido el denominado Grupo E que se encuentra en el núcleo del yacimiento. Desde entonces Ixtontón fue la ciudad más importante en el Valle de Dolores y en una gran parte de las Montañas Mayas, en donde no tuvo rivales importantes a lo largo del periodo clásico temprano. Después, el sitio fue ocupado densamente y gran parte de los hallazgos arqueológicos del lugar datan del periodo clásico terminal y aún del posclásico. En el clásico tardío Ixkún e  Ixtutz fueron desarrollados lo suficiente como para rivalizar con Ixtontón pero esto no impidió que esta última continuara siendo la ciudad más importante de la región.
Ixtontón fue registrada como yacimiento arqueológico por las autoridades guatemaltecas en 1985, cuando ya gran parte de sus vestigios (estelas) habían sido saqueados.